# Phrynella ortegioides
Phrynella ortegioides är en nejlikväxtart som först beskrevs av Fisch. och C. A. Mey., och fick sitt nu gällande namn av Ferdinand Albin Pax och Hoffm. Phrynella ortegioides ingår i släktet Phrynella och familjen nejlikväxter. Inga underarter finns listade i Catalogue of Life.